# SKF
 For alternative betydninger, se SKF (flertydig). (Se også artikler, som begynder med SKF)
Aktiebolaget SKF (oprindeligt AB Svenska Kullagerfabriken) er en svensk kuglelejeproducent grundlagt 16. februar 1907 som en knopskydning på Gamlastadens Fabriker. Hovedkontor i Gamlastadan i Göteborg. Grundlaget for SKF var Sven Wingquists banebrydende kugleleje-konstruktion. Virksomheden har per 2013 130 fabrikker i 32 lande med over 46.000 medarbejdere.